# Antonio Fantini
Antonio Fantini (ur. 31 stycznia 1936 w Neapolu, zm. 11 sierpnia 2013 tamże) – włoski polityk i samorządowiec, w latach 1983–1989 prezydent Kampanii, poseł do Parlamentu Europejskiego III kadencji.

## Życiorys
Był wieloletnim działaczem Chrześcijańskiej Demokracji. Zasiadał we władzach Kampanii, w tym w latach 1983–1989 pełnił funkcję prezydenta tego regionu. Został później skazany na karę 2 lat i 10 miesięcy pozbawienia wolności za niegospodarność w zakresie funduszy przeznaczonych na likwidację skutków trzęsienia ziemi z 1980. W latach 1989–1994 sprawował mandat eurodeputowanego III kadencji. W późniejszych latach był członkiem ugrupowania Popolari UDEUR, z którego został wykluczony w 2008.